# Răstolița
Răstolița é uma comuna romena localizada no distrito de Mureș, na região histórica da Transilvânia. A comuna possui uma área de 260.00 km² e sua população era de 2131 habitantes segundo o censo de 2007.